# Glenea melia
Glenea melia là một loài bọ cánh cứng trong họ Cerambycidae.